# Снежана Петровић
Снежана Петровић (Нови Сад, 16. септембар 1977) српски је ликовни стваралац и универзитетски професор. Њена дела припадају уметничком жанру фигуративног надреализма и фантастичног сликарства. Добитница је више награда и признања за свој уметнички рад. Њени радови налазе се у колекцијама многих националних галерија и музеја у Србији, Италији, Русији, Мађарској, Енглеској, Малезији, САД.

## Живот и каријера
У Новом Саду је провела детињство и завршила основно и средње школовање. Дипломирала је на Академији уметности Универзитета у Новом Саду 2004. на одсеку Графика у класи професора Милана Станојева. Магистрирала је 2008. на Академији уметности Универзитета у Новом Саду, одсек Графика у класи професора Радована Јандрића. Докторирала је 2015. на Факултету ликовних уметности Универзитета уметности у Београду на студијском програму графика под менторством професора Жарка Смиљанића.
Од 2017. ради на Академији уметности Универзитета у Новом Саду као доцент на Катедри за графику.
До сада је учествовала на око 220 колективних и реализовала 21 самосталну изложбу у Србији и иностранству.
Члан је УЛУС-а, УЛУПУДС-а, СУЛУВ-а и Међународног друштва мецотинте.

## Ликовно стваралаштво
Снежана Петровић која припада категорији визуелних уметника, као сопствени уметнички жанр негује савремени имагинарни реализам (фигуративни надреализам, магични реализам, фантастично сликарство), који изражава преко слика, графика, цртежа и инсталација (објеката). Њена специјалност су уље на платну и дрвету и графичка техника мецотинте.
Ликовно стваралаштво Снежане Петровић, засновано је на Диреровској прецизности којом она гради богате композициске форме у чаробној техници мецотинте. У тако насталим надреалним сценама она вешто повезује прошлост и садашњост, и тиме увлачи посматрача њених дела у имагинарни сан који је кристално јасно исцртан.
Снежана поступно и промишљено улази у слику не губећи притом ону луцидност и лакоћу стварања. Фокусирана је искључиво на фигурацију, креирајући надреалне мистичне сцене налик ренесансним. Композиција у златном пресеку, неколико планова равноправно подељених композиција, са истакнутим графичким и цртачким умећем, изванредно употребљава и креативно усклађује са сопственим ликовним изразом. Снежана гаји склоност ка сценском, надреалном карактеру слике, уводећи нас у бајковит свет, испуњен симболима који имају чак слојевито и различито тумачење.

Оно што заиста чини константу њеног вишедеценијског рада, јесте врхунски уметнички сензибилитет за графичку материју, како у изванредном поступку тако и у перцепцији самог ликовног дела и Снежану Петровић сврстава на тај начин у сам врх светских мајстора мецотинте и на сам врх графичке сцене данас.

## Признања
Добитница је више награда и признања за свој уметнички и педагошки рад од којих су најзначајније: 
- Специјална и откупна награда жирија [друга по рангу] на 10. Међународном бијеналу графике „Premio Acqui 2011” (2011) у Акви Терме, Италија [за графику][4][5][6]
- Друга награда на  (2017) у Пожаревцу [за слику][7][8][9][10]
- Награда жирија (Кунио Мотое) [трећа по рангу] на 6. Tокијском међународном тријеналу мале графике (2018) у Јапану [за графику][3][11][12][13][14][15]
- Награда „Момо Капор“ за ликовну уметност (2023) [за целокупно стваралаштво][2]